# Qualificazioni al campionato europeo femminile di calcio 2025 - Spareggi
Gli spareggi delle qualificazioni al campionato europeo femminile di calcio 2025 si sono disputati tra ventotto squadre in due turni col formato di partite di andata e ritorno. Il primo turno consiste in due percorsi: nel Percorso 1 le terze e le quarte classificate della Lega A affrontano le prime e le migliori tre seconde classificate della Lega C, mentre nel Percorso 2 si affrontano le prime tre più la miglior quarta classificata della Lega B.
Il sorteggio per l'accoppiamento delle partite valide per gli spareggi è stato effettuato il 19 luglio 2024.

## Primo turno

### Percorso 1
| Lega A (Teste di serie)                                                                                   | Lega C (Non teste di serie)                                                                                        |
| --- | --- |
| Svezia (9) Norvegia (10) Austria (11) Belgio (12) Finlandia (13) Rep. Ceca (14) Irlanda (15) Polonia (16) | Slovenia (33) Romania (34) Bielorussia (35) Grecia (36) Albania (37) Lussemburgo (38) Montenegro (39) Georgia (40) |

### Risultati
| Squadra 1   | Totale | Squadra 2 | Andata | Ritorno |
| ----------- | ------ | --------- | ------ | ------- |
| Romania     | 2 - 6  | Polonia   | 1 - 2  | 1 - 4   |
| Grecia      | 0 - 5  | Belgio    | 0 - 0  | 0 - 5   |
| Montenegro  | 0 - 6  | Finlandia | 0 - 1  | 0 - 5   |
| Georgia     | 0 - 9  | Irlanda   | 0 - 6  | 0 - 3   |
| Slovenia    | 1 - 5  | Austria   | 0 - 3  | 1 - 2   |
| Lussemburgo | 0 - 12 | Svezia    | 0 - 4  | 0 - 8   |
| Bielorussia | 1 - 8  | Rep. Ceca | 1 - 8  | 0 - 0   |
| Albania     | 0 - 14 | Norvegia  | 0 - 5  | 0 - 9   |

#### Andata
| Arbitro: | Ana Maria Terteleac |

|  |           |                                                              |
|  | Marcatori | 9’ Maanum 23’, 44’ Bergsvand 62’ Hegerberg 74’ (aut.) Hoxhaj |

| Arbitro: | Riem Hussein |

|  |           |              |
|  | Marcatori | 3’ Sällström |

| Arbitro: | Cheryl Foster |

|               |           |                              |
| Bălăceanu 18’ | Marcatori | 73’ Padilla 89’ (rig.) Pajor |

| Candia 25 ottobre 2024, ore 18:00 CEST | Grecia         | 0 – 0 referto | Belgio | Stadio Theodoros Vardinogiannis (1 550 spett.)\| Arbitro: \| Ainara Acevedo \| |
| Arbitro:                               | Ainara Acevedo |               |        |                                                                                |

| Arbitro: | Emanuela Rusta |

|  |           |                                                                            |
|  | Marcatori | 37’ (rig.), 67’ McCabe 59’ Carusa 82’ Stapleton 90+7’ Sheva 90+10’ Mannion |

| Arbitro: | Hristiyana Guteva |

|  |           |                                                |
|  | Marcatori | 69’ Dunst 73’ (rig.) Puntigam 75’ Purtscheller |

| Arbitro: | Alexandra Collin |

|  |           |                                                               |
|  | Marcatori | 26’ Angeldahl 31’ Rytting Kaneryd 81’ Blackstenius 90+3’ Ijeh |

| Arbitro: | Désirée Grundbacher |

|                |           |                                                                                   |
| Shlapakova 16’ | Marcatori | 2’ Khýrová 6’, 20’ Svitková 34’, 38’ Dubcová 48’ Stašková 52’ Bartoňová 75’ Černá |

#### Ritorno
| Velika Gorica 29 ottobre 2024, ore 15:00 CEST | Rep. Ceca          | 0 – 0 referto | Bielorussia | Stadion Radnik (18 spett.)\| Arbitro: \| Iuliana Demetrescu \| |
| Arbitro:                                      | Iuliana Demetrescu |               |             |                                                                |

| Arbitro: | Eleni Antoniou |

|                                                              |           |  |
| Öling 7’ Lehtola 12’ Koivisto 31’ Sällström 65’ Halttuen 80’ | Marcatori |  |

| Arbitro: | Ivana Martinčić |

|                                         |           |               |
| Pajor 19’, 49’ Padilla 41’ Krezyman 85’ | Marcatori | 90+3’ Stanciu |

| Arbitro: | Lina Lehtovaara |

|                                 |           |                        |
| Puntigam 62’ (rig.), 74’ (rig.) | Marcatori | 90+6’ (rig.) Prašnikar |

| Arbitro: | Réka Molnar |

| |           |  |
| Angeldahl 9’, 30’ (rig.) Kaneryd 11’ Zigiotti Olme 40’ Blackstenius 45’ Schmit 45+2’ (aut.) Blomqvist 63’, 87’ | Marcatori |  |

| Arbitro: | Michalina Diakow |

| |           |  |
| Maanum 18’, 52’, 62’, 65’ Naalsund 29’ Hegerberg 44’ Gaupset 75’ Reiten 81’ (rig.) Bøe Risa 90+1’ (rig.) | Marcatori |  |

| Arbitro: | Volha Blotskaya |

|                                                        |           |  |
| Van Kerkhoven 36’, 57’ Wullaert 39’, 45+4’ Missipo 55’ | Marcatori |  |

| Arbitro: | Katalin Kulcsár |

|                                  |           |  |
| Russell 3’ Carusa 31’ McCabe 55’ | Marcatori |  |

### Percorso 2
| Lega B (Teste di serie)                                                                | Lega B (Non teste di serie)                                                                        |
| -------------------------------------------------------------------------------------- | -------------------------------------------------------------------------------------------------- |
| Portogallo (17) Scozia (18) Galles (20) Serbia (21) Ucraina (22) Irlanda del Nord (23) | Turchia (24) Croazia (25) Ungheria (26) Bosnia ed Erzegovina (27) Slovacchia (28) Azerbaigian (29) |

### Risultati
| Squadra 1            | Totale | Squadra 2        | Andata | Ritorno     |
| -------------------- | ------ | ---------------- | ------ | ----------- |
| Turchia              | 1 - 3  | Ucraina          | 1 - 1  | 0 - 2       |
| Croazia              | 1 - 2  | Irlanda del Nord | 1 - 1  | 0 - 1 (dts) |
| Bosnia ed Erzegovina | 3 - 6  | Serbia           | 2 - 2  | 1 - 4       |
| Azerbaigian          | 1 - 8  | Portogallo       | 1 - 4  | 0 - 4       |
| Ungheria             | 0 - 5  | Scozia           | 0 - 1  | 0 - 4       |
| Slovacchia           | 2 - 3  | Galles           | 2 - 1  | 0 - 2 (dts) |

#### Andata
| Arbitro: | Fabienne Michel |

|            |           |                                               |
| Parlak 58’ | Marcatori | 5’ Capeta 10’ T. Pinto 26’ Gomes 89’ D. Silva |

| Arbitro: | Silvia Gasperotti |

|                      |           |                             |
| Ekić 20’ Nikolić 52’ | Marcatori | 28’ Matejić 87’ Milivojević |

| Arbitro: | Henrikke Nervik |

|            |           |                  |
| Keskin 61’ | Marcatori | 31’ Apanaschenko |

| Arbitro: | Stéphanie Frappart |

|                              |           |            |
| Surnovska 49’ Mikolajova 58’ | Marcatori | 89’ Morgan |

| Arbitro: | Maria Caputi |

|  |           |            |
|  | Marcatori | 60’ Thomas |

| Arbitro: | Sandra Braz |

|                 |           |                    |
| Lojna 5’ (rig.) | Marcatori | 90+2’ (aut.) Lojna |

#### Ritorno
| Arbitro: | Catarina Campos |

|                                |           |  |
| Karataş 14’ (aut.) Shmatko 34’ | Marcatori |  |

| Arbitro: | Marta Huerta De Aza |

|                                           |           |             |
| Stokić 10’ Matejić 42’, 62’ Filipović 75’ | Marcatori | 29’ Nikolić |

| Arbitro: | Tess Olofsson |

|           |           |  |
| Wade 114’ | Marcatori |  |

| Arbitro: | Ewa Augustyn |

|                           |           |  |
| Fishlock 39’ Holland 112’ | Marcatori |  |

| Arbitro: | Ivana Projkovska |

|                                           |           |  |
| Kerr 51’ Weir 31’ Cuthbert 55’ Thomas 65’ | Marcatori |  |

| Arbitro: | Shona Shukrula |

|                                                     |           |  |
| D. Silva 15’, 26’ Do. Silva 57’ (rig.) F. Pinto 86’ | Marcatori |  |

## Secondo turno

### Risultati
| Squadra 1        | Totale | Squadra 2 | Andata | Ritorno |
| ---------------- | ------ | --------- | ------ | ------- |
| Portogallo       | 3 - 2  | Rep. Ceca | 1 - 1  | 2 - 1   |
| Scozia           | 0 - 2  | Finlandia | 0 - 0  | 0 - 2   |
| Ucraina          | 1 - 4  | Belgio    | 0 - 2  | 1 - 2   |
| Galles           | 3 - 2  | Irlanda   | 1 - 1  | 2 - 1   |
| Polonia          | 2 - 0  | Austria   | 1 - 0  | 1 - 0   |
| Irlanda del Nord | 0 - 7  | Norvegia  | 0 - 4  | 0 - 3   |
| Serbia           | 0 - 8  | Svezia    | 0 - 2  | 0 - 6   |

#### Andata
| Arbitro: | Catarina Campos |

|  |           |                         |
|  | Marcatori | 54’ Bennison 70’ Kafaji |

| Arbitro: | Hristiyana Guteva |

|  |           |                                  |
|  | Marcatori | 21’ Van Kerkhoven 90+3’ Wullaert |

| Arbitro: | Olatz Rivera Olmedo |

|             |           |  |
| Padilla 57’ | Marcatori |  |

| Arbitro: | Ivana Martinčić |

|  |           |                                                |
|  | Marcatori | 7’, 26’ Graham Hansen 14’ Hansen 67’ Bergsvand |

| Arbitro: | Maria Sole Ferrieri Caputi |

|             |           |                  |
| Woodham 21’ | Marcatori | 35’ (aut.) Clark |

| Edimburgo 29 novembre 2024, ore 20:35 CEST | Scozia     | 0 – 0 referto | Finlandia | Easter Road (8 790 spett.)\| Arbitro: \| Alina Peşu \| |
| Arbitro:                                   | Alina Peşu |               |           |                                                        |

| Arbitro: | Silvia Gasperotti |

|              |           |              |
| Nazareth 47’ | Marcatori | 33’ Svitková |

#### Ritorno
| Arbitro: | Lina Lehtovaara |

|                     |           |                   |
| Svitková 35’ (rig.) | Marcatori | 13’, 76’ D. Silva |

| Arbitro: | Jelena Cvetković |

|                                         |           |  |
| Graham Hansen 13’ Maanum 47’ Jensen 78’ | Marcatori |  |

| Arbitro: | Ivana Projkovska |

|  |           |             |
|  | Marcatori | 90+4’ Pajor |

| Arbitro: | Ewa Augustyn |

|                       |           |  |
| Kuikka 8’ Lehtola 28’ | Marcatori |  |

| Arbitro: | Eleni Antoniou |

|                                                                                    |           |  |
| Angeldahl 16’ (rig.) Asllani 19’ Blackstenius 26’, 45+4’ Bennison 57’ Anvegård 90’ | Marcatori |  |

| Arbitro: | Iuliana Demetrescu |

|                         |           |             |
| Toloba 67’ Wullaert 90’ | Marcatori | 79’ Shmatko |

| Arbitro: | Marta Huerta De Aza |

|            |           |                           |
| Patten 86’ | Marcatori | 50’ (rig.) Cain 68’ Jones |

## Statistiche

### Classifica marcatrici
6 reti
- Frida Maanum

5 reti
- Diana Silva

4 reti
- Tessa Wullaert
- Kateřina Svitková (1 rig.)
- Ewa Pajor (1 rig.)
- Filippa Angeldahl (2 rig.)
- Stina Blackstenius

3 reti
- Sarah Puntigam (3 rig.)
- Ella Van Kerkhoven
- Tessa Wullaert
- Katie McCabe (1 rig.)
- Guro Bergsvand
- Caroline Graham Hansen
- Natalia Padilla
- Nina Matejić

2 reti
- Milena Nikolić
- Nea Lehtola
- Linda Sällström
- Kyra Carusa
- Ada Hegerberg
- Kamila Dubcová
- Martha Thomas
- Hanna Bennison
- Rebecka Blomqvist
- Johanna Rytting Kaneryd
- Lyubov Shmatko

1 rete
- Barbara Dunst
- Lilli Purtscheller
- Nazlican Parlak
- Anastasiya Shlapakova
- Mariam Toloba
- Kassandra Missipo
- Emina Ekic
- Izabela Lojna (1 rig.)
- Lilli Halttunen
- Vilma Koivisto
- Natalia Kuikka
- Ria Öling
- Hannah Cain (1 rig.)
- Jess Fishlock
- Ceri Holland
- Carrie Jones
- Ffion Morgan
- Lily Woodham
- Aoife Mannion
- Anna Patten
- Julie-Ann Russell
- Marissa Sheva
- Jessie Stapleton
- Vilde Bøe Risa (1 rig.)
- Signe Gaupset
- Tuva Hansen
- Synne Jensen
- Lisa Naalsund
- Guro Reiten (1 rig.)
- Lauren Wade
- Nadia Krezyman
- Ana Capeta
- Diana Gomes
- Francisca Nazareth
- Fátima Pinto
- Tatiana Pinto
- Dolores Silva (1 rig.)
- Eva Bartoňová
- Franny Černá
- Michaela Khýrová
- Andrea Stašková
- Ioana Bălăceanu
- Ana Maria Stanciu
- Tijana Filipović
- Vesna Milivojević
- Sara Stokić
- Mária Mikolajová
- Martina Šurnovská
- Lara Prašnikar (1 rig.)
- Anna Anvegård
- Kosovare Asllani
- Rosa Kafaji
- Evelyn Ijeh
- Julia Zigiotti Olme
- Elif Keskin
- Daryna Apanaschenko

autoreti
- Kristina Hoxhaj (a favore della Norvegia)
- Izabela Lojna (a favore dell'Irlanda del Nord)
- Olivia Clark (a favore dell'Irlanda)
- Leila Schmit (a favore della Svezia)
- Eda Karataş (a favore dell'Ucraina)
- Lauren Brzykcy (a favore della Scozia)